# آلیس جویس
آلیس جویس (انگلیسی: Alice Joyce؛ ۱ اکتبر ۱۸۹۰ – ۹ اکتبر ۱۹۵۵) یک هنرپیشه اهل ایالات متحده آمریکا بود.